# Sette santi di Marrakech
I sette santi di Marrakech, più noti in Marocco semplicemente come sabʿa rijāl in arabo سبعة رجال‎? ("i sette uomini") sono sette uomini, teologi o mistici sufi che hanno i loro mausolei nella città di Marrakech, oggetto della venerazione popolare.  L'istituzione di questi santuari è stata eseguita dal mistico Abu Ali al-Hassan al-Yusi per volere del sultano alawita Mulay Ismāʿīl, nei primi anni del XVIII secolo.

## I sette santi
- Qadi Ayyad - ʿIyāḍ ibn Mūsā ibnʿIyāḍ al-Yaḥṣubī fu un qāḍī che nacque a Ceuta nel 1083, fedele agli Almoravidi, guidò una rivolta anti-almohade a Ceuta, venendo sconfitto ed esiliato prima a Kasba Tadla e in seguito a Marrakech, dove morì nel 1149.[1]
- al-Suhayli - ʿAbd Allāh al-Suhaylī, oggi noto in Marocco come Sīdī Suhayl, fu un ʿālim e mistico sufi nato nel 1114 nella Spagna islamica, a Fuengirola (chiamata all'epoca dai musulmani Suhayl). Arrivò a Marrakech nel 1182, su invito del califfo almohade Abū Yūsuf Yaʿqūb al-Manṣūr, morendovi nel 1185.[2]
- Yūsuf ibn ʿAlī al-Ṣanhājī - oggi noto come Sīdī Yūsef ben ʿAlī, fu un mistico sufi di origine yemenita morto nel 1196. Era malato di lebbra, fu quindi costretto a passare gran parte della sua vita in un lebbrosario vicino alla porta detta Bāb Aghmat a Marrakech. Nonostante la sua terribile malattia, ebbe fino alla sua morte una fede incrollabile.[3]
- Abū l-ʿAbbās al-Sabtī - Abū l-ʿAbbās Aḥmad al-Khazrajī al-Sabtī, oggi noto come Sīdī Bel ʿAbbās, fu un controverso mistico sufi nato a Ceuta nel 1129 e morto a Marrakech nel 1204. Ebbe stretti rapporti e influenzò molto Averroè.[4]
- Muḥammad al-Jazūlī - Muḥammad ibn Sulaymān al-Jazūlī al-Simlalī, oggi noto come Sīdī Muḥammad ben Slimān, fu un mistico sufi morto nel 1466 a Safi, la sua salma venne trasferita a Marrakech dal sultano sa'diano Ahmad al-Araj.[5]
- ʿAbd al-ʿAzīz al-Tibāʿa - ʿAbd al-ʿAzīz ibn ʿAbd al-Ḥaqq Tibāʿa al-Ḥassanī, morto nel 1499 o nel 1508, raccolse gli insegnamenti di al-Jazūlī e fondò la Zāwiya che porta il suo nome a Marrakech.[6]
- ʿAbd Allāh al-Gazwānī - Abū Muḥammad 'Abd Allāh al-Gazwānī, detto Moul el Ksour (il signore dei castelli), morto nel 1529, fu un mistico sufi che succedette ad ʿAbd al-ʿAzīz al-Tibāʿa alla guida della Zāwiya.[7]

## Galleria d'immagini

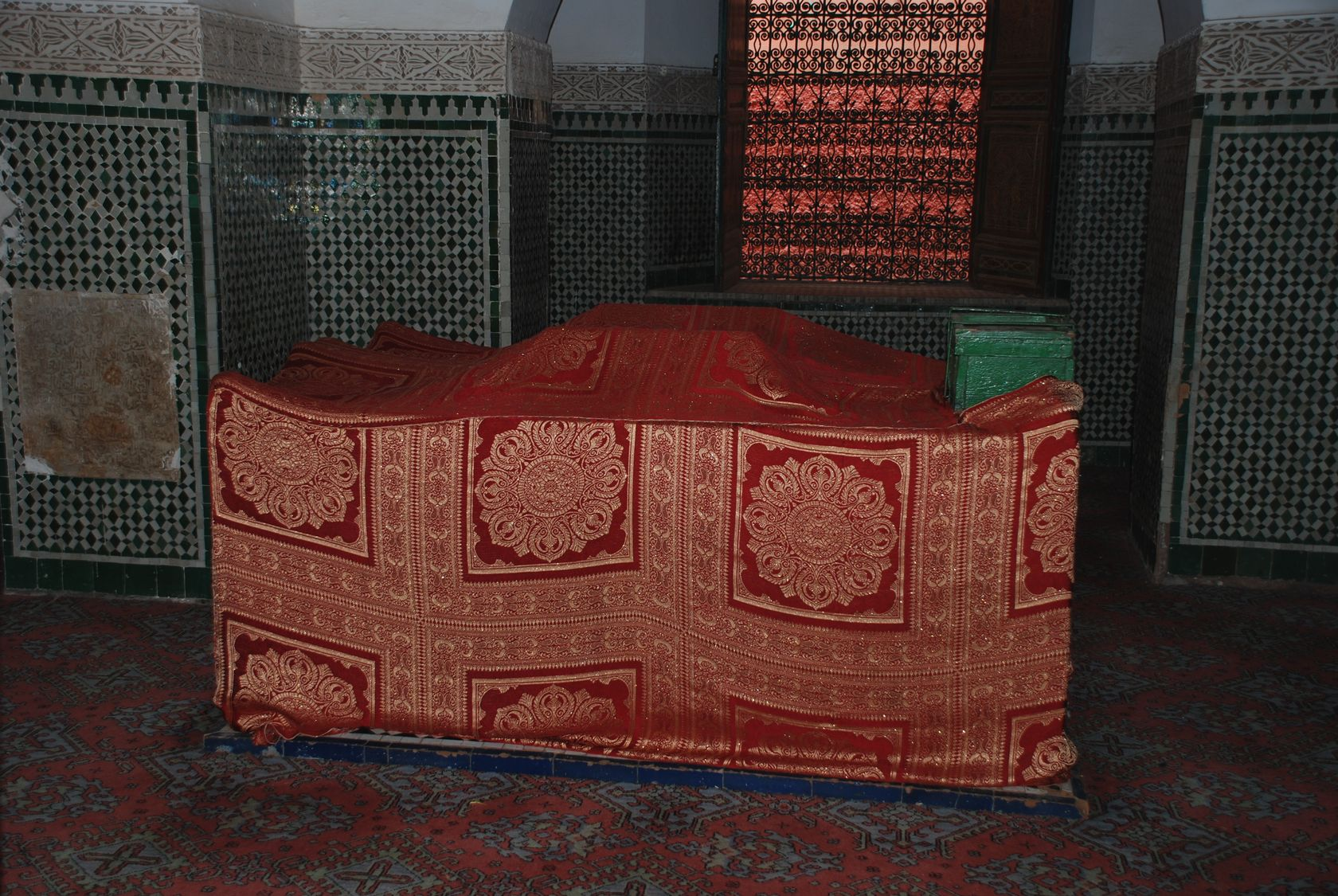
Tomba del Qadi Ayyad nel suo mausoleo a Marrakech
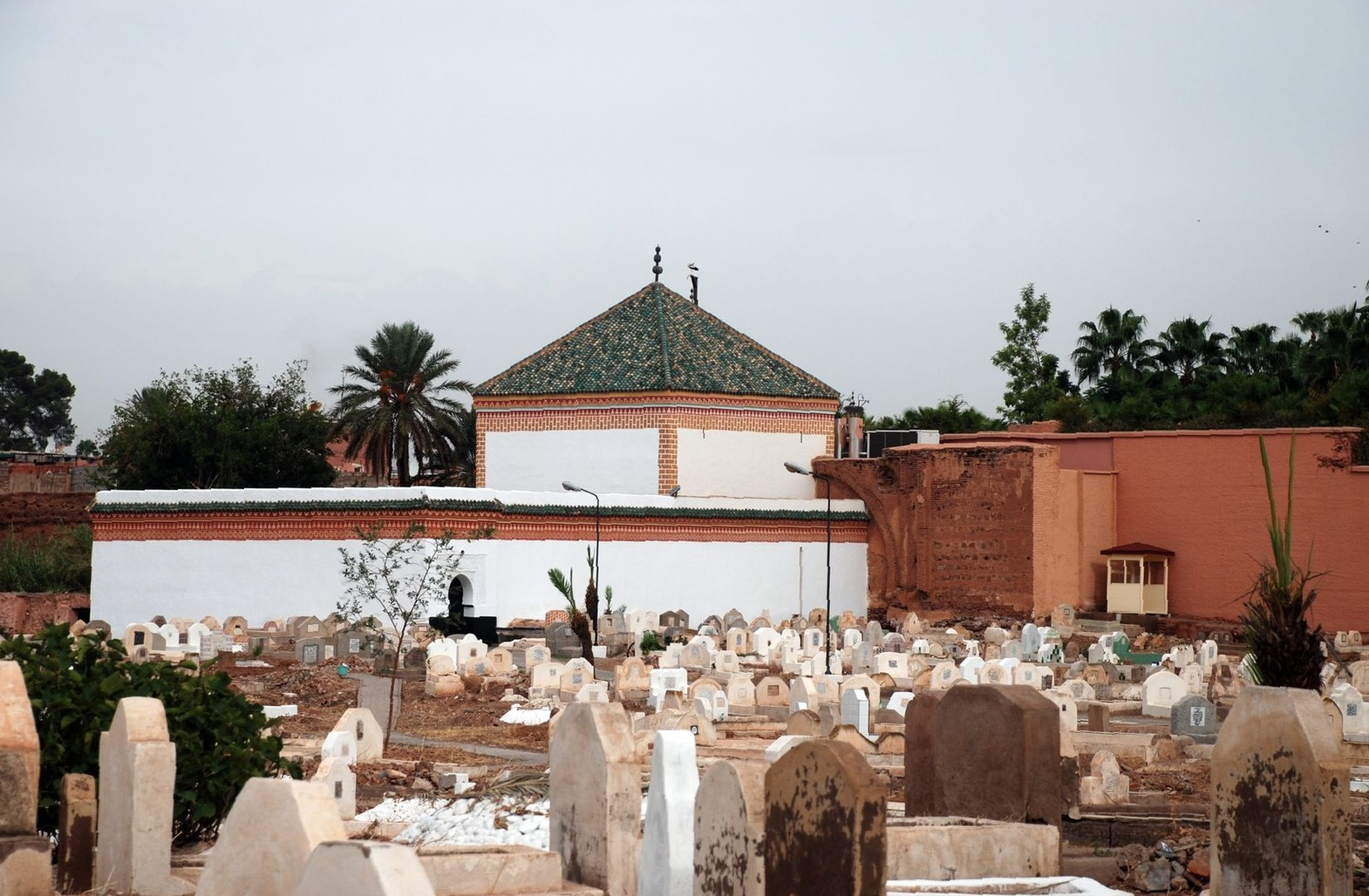
Mausoleo di al-Suhayli
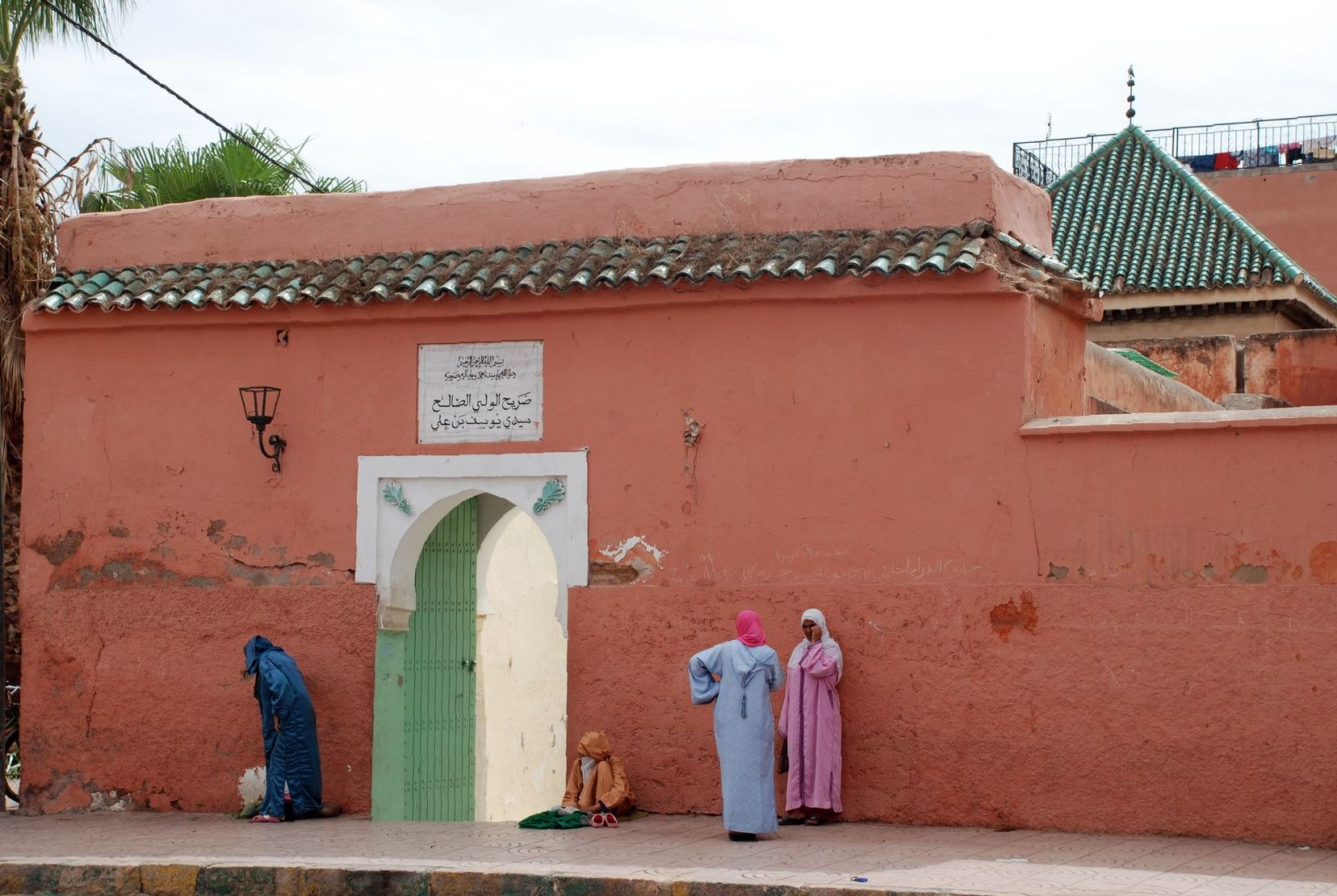
Mausoleo di Yusuf ibn 'Ali
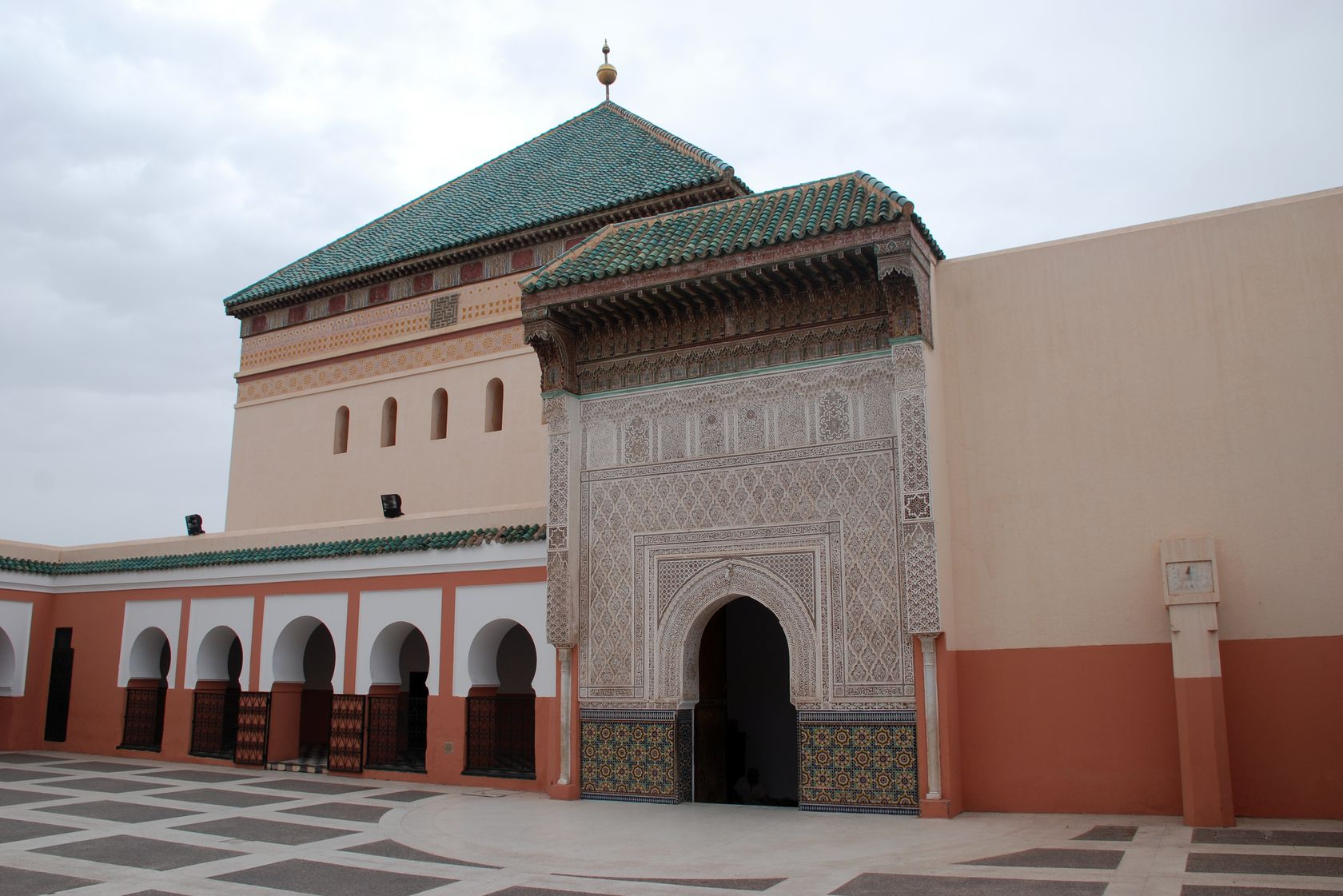
Mausoleo di Abu l-'Abbas al-Sabti
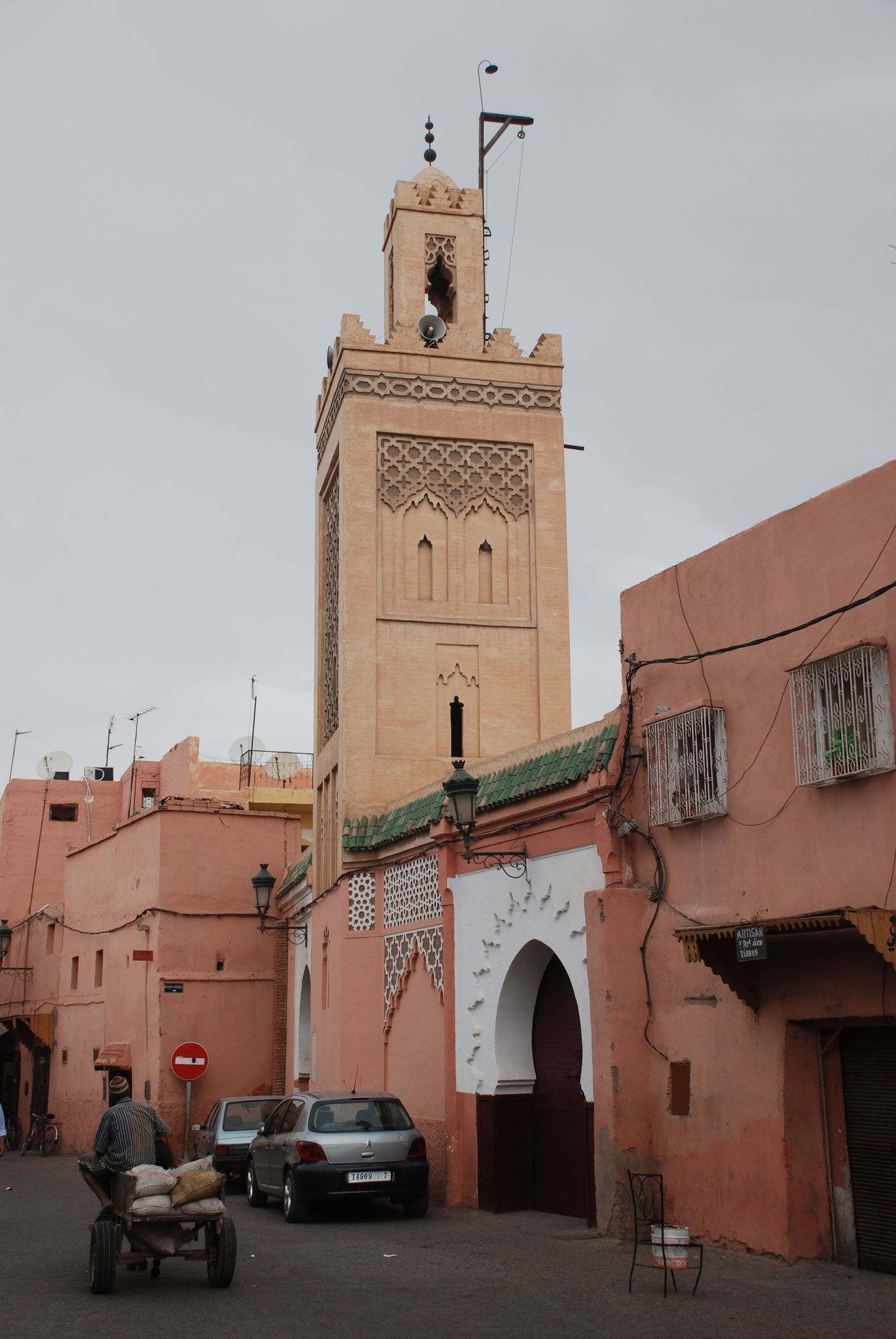
Mausoleo di al-Jazuli
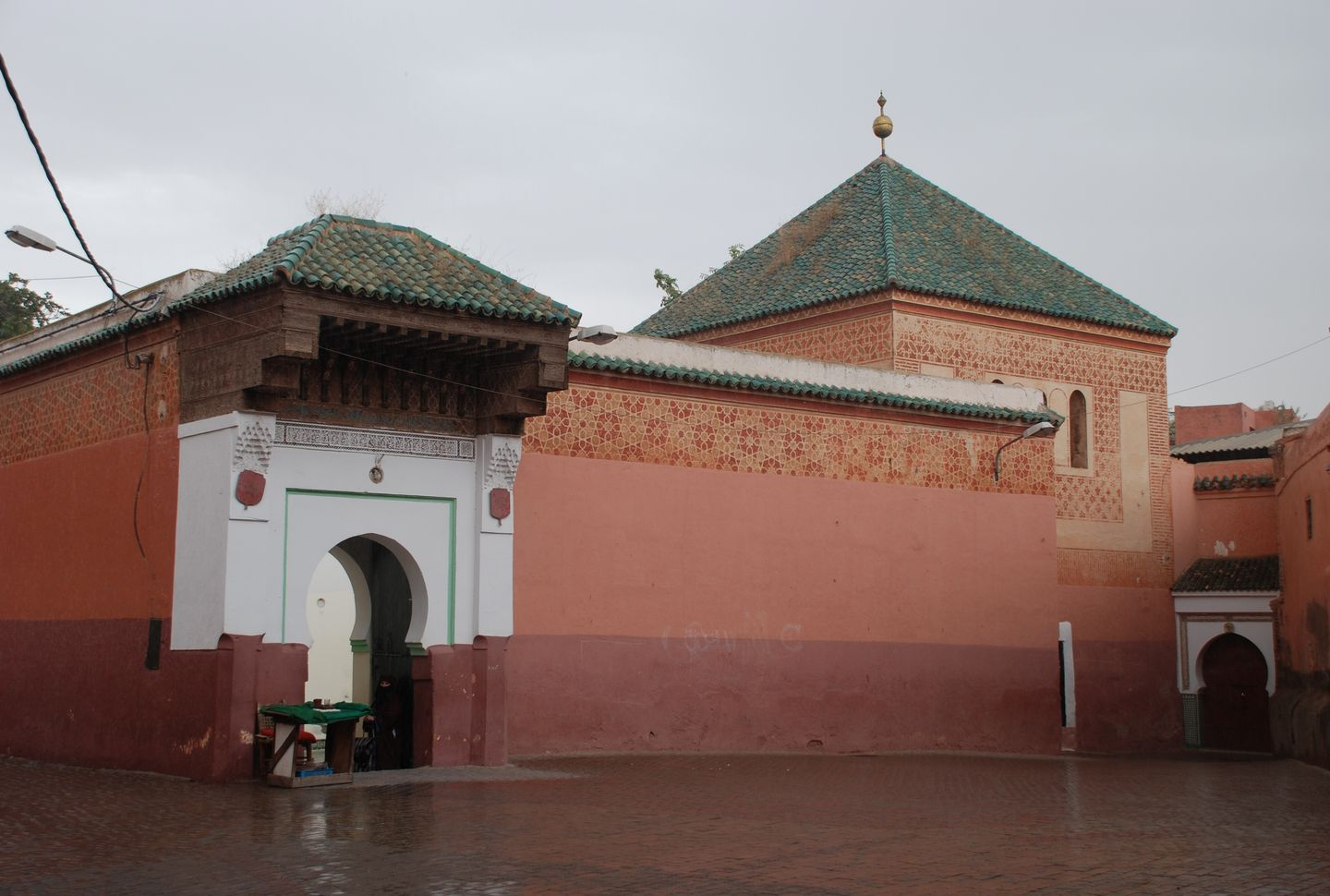
Mausoleo di al-Ghazwani
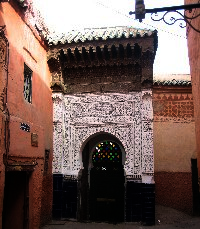
Mausoleo di Abd al-Aziz al-Tebaa